# 에펨포
에펨포(영어: FMF)는 아위시가 2004년 2월 16일에 만든 대한민국의 FPS(1인칭 슈팅 게임) 전문 커뮤니티로써, 정식 이름은 FPS 게임전문 커뮤니티(영어: FPS Game Mania Forum)이다. FPS 게임 유저들의 친목카페이기도 하고 대한민국 1인칭 슈팅게임 매니아 포럼이라고 한다. 목적은 FPS에 대한 정보 공유와 유머다.

## 연혁
- 2004년 2월 16일 : 1인칭액션게임매니아 개설
- 2004년 3월 28일 : 카페 이름 '1인칭슈팅게임매니아(FPSMANIA)'로 변경
- 2004년 6월 28일 : 카페 이름 '『FPS』1인칭슈팅게임매니아'로 변경
- 2004년 12월 1일 : 카페 이름 '네이버 최대 FPS 게임 전문 커뮤니티 FMF [에펨포]'로 변경
- 2004년 11월 20일 : 카페 이름 'FPSGame★Mania☆Forum'로 변경
- 2004년 11월 26일 : 카페 이름 '네이버 최대 FPS 게임 전문 커뮤니티 [에펨포]'로 변경
- 2006년 9월 17일 : 카페 이름 '에펨포 - FPS 게임전문 커뮤니티 [FMF]'로 변경
- 2015년 7월 21일 : 카페 이름 '에펨포 - FPS 게임 전문 커뮤니티 [FMF]'로 변경
- 2015년 10월 23일 : 카페 이름 '●에펨포● FPS 게임 전문 커뮤니티 [FMF]'로 변경
- 2017년 12월 19일 : 2017 대표카페로 선정